# Hee (Denemarken)
Hee is een plaats in de Deense regio Midden-Jutland, gemeente Ringkøbing-Skjern. De plaats telde op 1 januari 2011 504 inwoners.
De plaats ligt 7 kilometer ten noorden van Ringkøbing, 36 kilometer ten zuidwesten van Holstebro en 50 kilometer ten westen van Herning.
Hee heeft een kerk uit het midden van de 12de eeuw, die is opgetrokken uit granietblokken en oorspronkelijk was gewijd aan Onze-Lieve-Vrouwe. De parochie maakt deel uit van de proosdij Ringkøbing van het lutherse bisdom Ribe.
Hee heeft een station aan de Westjutse spoorlijn. Aan de oostzijde van het dorp bevindt zich een recreatiepark, Familiepark West.